# Bousculade de Pasig
La bousculade de Pasig eut lieu le 4 février 2006 dans le stade de football PhilSport de la ville de Pasig, située dans la banlieue de Manille. Elle a impliqué 30 000 personnes qui étaient venues assister au premier anniversaire de Wowowee, une émission très populaire aux Philippines.
Cette bousculade fit au moins 73 morts et 300 blessés,.

## La bousculade

### Contexte
Le 4 février 2006, environ 30 000 personnes étaient rassemblées à l'entrée du stade de football Philsport pour assister au premier anniversaire de Wowowee, un jeu télévisé très populaire aux Philippines diffusé en début d'après-midi (à 13 heures) sur la chaîne ABS-CBN. Le stade de football était censé servir de point de diffusion pour accueillir les personnes ne pouvant pas assister au tournage de l'émission qui se déroulait dans un stade de basketball. La taille de la foule était bien plus importante que les 5 000 personnes habituellement au rendez-vous pour assister aux enregistrements précédents qui se déroulaient au studios d'ABS-CBN.
Comme c'était le premier anniversaire de l'émission, des prix étaient à gagner, dont un premier prix d'un million de pesos philippins. Selon le Philippine Daily Inquirer, la plupart des victimes étaient issues des quartiers les plus pauvres de Manille et des provinces proches ; ils étaient généralement sans emplois et attirés par l'espoir d'une richesse éventuelle.

### La panique
Vers six heures du matin, la bousculade commence lorsque les organisateurs du spectacle distribuent les tickets car beaucoup de participants ont campé près de l'entrée du stade pour être sûr d'en obtenir. Les gens commencent à tenter de se placer à l'avant de la queue et à s'agiter. Ceux qui sont à l'extérieur du portail commencent à pousser, incitant la sécurité à fermer celui-ci. La situation dégénère en mouvement de panique et les personnes qui sont au premier rang de la foule se retrouvent prises entre la foule et le portail. Des personnes sont piétinées ou écrasées contre la clôture du stade.

### Les victimes
Le bilan de la bousculade est d'au moins 73 morts et 392 blessés. Il a été dit que 88 personnes étaient décédées, mais l'erreur provenait de doubles comptes par l'équipe de secouristes. La plupart des victimes sont des vieilles femmes. Richard Gordon, le président de la Croix-Rouge philippine, a déclaré que la plupart des blessés n'étaient pas dans un état grave et que beaucoup d'entre eux ont été soignés. Cependant, 3 personnes étaient dans un état critique.

### Organisation des secours
La Croix-Rouge philippine, des ONG affiliées à ABS-CBN, et la chaîne de télévision, ont concentré leurs efforts dans la recherche des corps, l'assistance médicale pour les blessés, et d'autres aides. Les victimes ont aussi été assistées par les pouvoirs publics. À la suite de cette tragédie, la chaîne a décidé d'annuler le programme et l'anniversaire pour une période indéfinie. Eugenio "Gabby" Lopez III, le président de la société, a aussi promis une aide et une assistance financière aux victimes et à leurs familles.

## Enquête
Vicente Eusebio, le maire de la ville de Pasig, a déclaré que les producteurs et les organisateurs de la représentation pourraient être fautifs pour avoir dépassé les limites de capacité du stade. Richard Gordon a critiqué la mauvaise organisation de l'évènement.
Gloria Macapagal-Arroyo, la Présidente des Philippines, a laissé 72 heures aux enquêteurs pour rendre leur rapport. Elle a également demandé au National Disaster Coordinating Council de mobiliser ses ressources pour aider les victimes.
Vidal Querol, le directeur de la police de Manille, a établi une commission d'études appelée "Task Force ULTRA" (commission d'enquête "ULTRA"), pour rechercher les causes de la tragédie. Il s'agit d'une commission composée du "National Capital Region Police Office", du ministère de l'intérieur et du gouvernement local (DILG : Department of Interior and Local Government), et du ministère de la justice.
Les résultats de l'enquête montrent que Wowowee n'a offert que très peu de billets à cette foule très nombreuse qui avait attendu des jours afin de pouvoir entrer dans le stade.
La commission d'enquête a déclaré que la bousculade a été déclenchée à cause d'une annonce faite par un membre de l'équipe d'ABS-CBN disant que seules les 300 premières personnes arrivant sous l'allée couverte menant au stade seraient choisies pour participer à la partie "Pera o Bayong" de l'émission. Il y a 10 000 à 50 000 pesos philippins à gagner durant cette partie, ce qui a incité les gens à pousser pour passer et être peut-être dans les 300 premiers.
Pour contrôler l'afflux de monde, l'équipe de la chaîne a fermé le portail, mais la précipitation des personnes, couplée à la pente raide et à la surface irrégulière de la route ont fait trébucher et tomber ceux qui se trouvaient en avant de la foule, aboutissant à la bousculade qui a causé la majorité des décès et des blessés.
La commission d'enquête a aussi souligné un manque flagrant de coordination entre les organisateurs et les services du gouvernement.
La commission nationale des télécommunications (National Telecommunications Commission), une organisation gouvernementale qui supervise la diffusion sur toutes les radios, les télévisions, et d'autres médias, a déclaré qu'ABS-CBN pourrait perdre son autorisation s'il était prouvé que la chaîne était coupable de n'avoir pas pris les mesures de sécurité nécessaires pour protéger les personnes venant assister au spectacle. La commission va ouvrir une enquête pour déterminer si ASB-CBN a violé ou non une circulaire de 1985 qui demande aux chaînes de télévision de "ne commettre aucun acte qui serait néfaste à la santé publique, au bien-être public, ou à la sécurité publique."

## Réactions
Le pape Benoît XVI a exprimé sa tristesse à propos de cet accident. Le cardinal Angelo Sodano, secrétaire d'État du Vatican, a écrit dans un télégramme à Fransisco San Diego, évêque de Pasig, que le pape allait consacrer ses prières pour toutes les personnes touchées par ce terrible accident (les Philippines est le seul pays d'Asie à majorité catholique).
Eat Bulaga!, l'émission concurrente de Wowowee diffusée sur la chaîne GMA, a observé une minute de prière et de silence pour les victimes de la bousculade. ABS-CBN a remercié Eat Bulaga! pour ces prières.
Le vice-président des Philippines, Noli de Castro, a visité le lieu du désastre.